# 카피캣 범죄
카피캣 범죄(copycat crime)는 범죄나 자살 등의 방법을 모방하여 수행하는 범죄 행위를 말한다. 주로 뉴스에 보도되는 살인사건이나 범죄영화를 통해 범행수단을 모방하며, 정신적 질환을 앓고 있거나 아동시절 폭력적인 대우를 받은 사람에게서 일어날 수 있다. 대표적인 사건의 예로는 아키하바라 살인 사건이 손으로 꼽히고 있으며, 한국의 경우 강호순, 유영철 등 희대의 살인마들이 저질렀던 사건도 역시 카피캣 범죄가 취급된다.

## 같이 보기
- 베르테르 효과